# Tori di Costitx

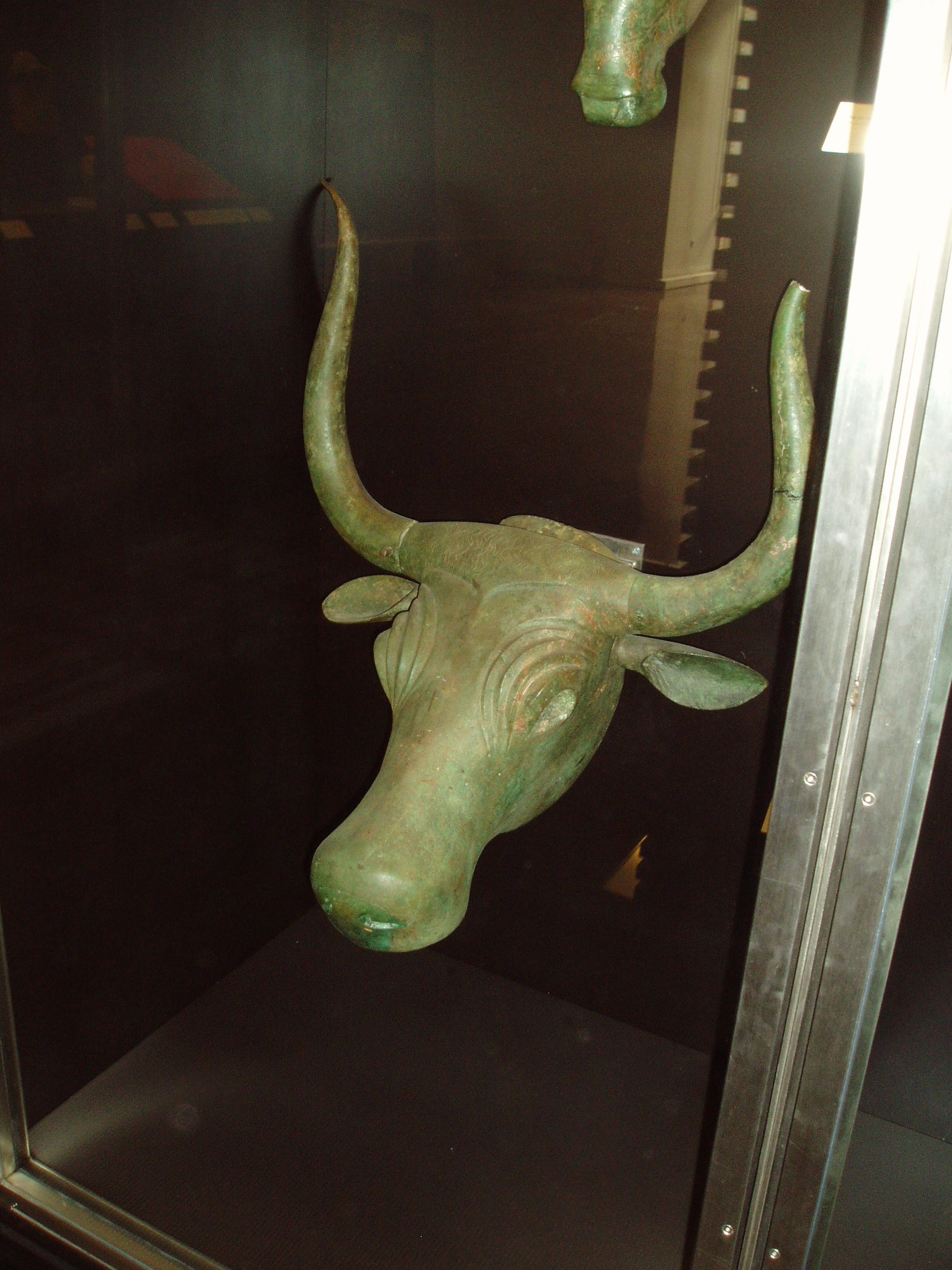
La testa del toro maggiore.

I Tori di Costitx sono tre teste di toro in bronzo, ritrovate nel 1894 a Costitx nel santuario di Predio de Son Corró associato a un insediamento talaiotico. Il santuario era costituito da uno spazio rettangolare con abside; all'interno vi erano colonne decorate che forse servivano a sostenere le teste di bronzo.
In base alle loro dimensioni le tre teste vengono chiamate maggiore, media e minore.
Furono realizzati con la tecnica della fusione a cera persa; le orecchie e le corna furono fusi  separatamente e uniti successivamente alle teste. I dettagli delle sopracciglia, degli occhi e dei peli della fronte furono realizzati a freddo tramite incisioni di scalpello. Per gli occhi fu usata pasta di vetro. Le tre teste sono state interpretate come divinità.
Ora le teste sono conservate presso il Museo archeologico nazionale di Spagna di Madrid ed insieme costituiscono il Conjunto 587 del museo.

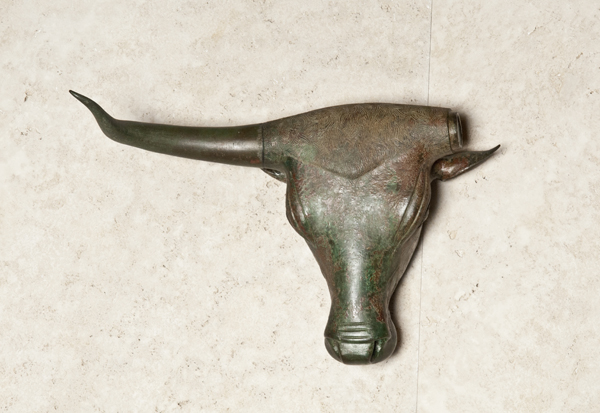
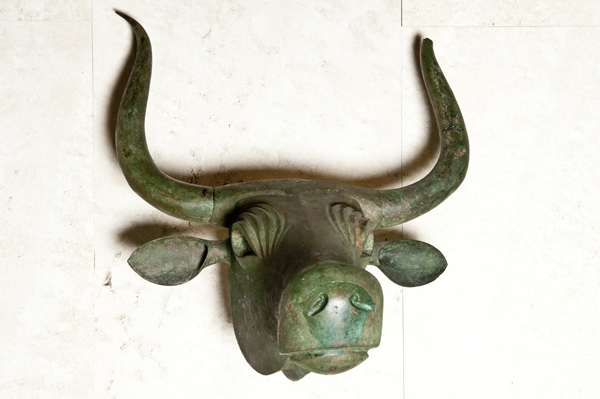
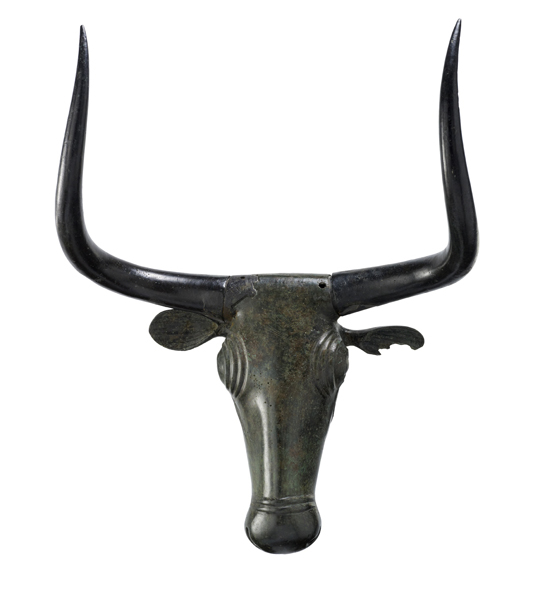